# White Castle
White Castle est une petite chaîne de restauration rapide américaine fondée en 1921. Surtout présente dans le Midwest, elle est généralement considérée comme la première chaîne de hamburgers créée dans le pays,.

## Histoire
White Castle a été fondée en 1921 à Wichita (Kansas) par Walter Anderson (1880-1963) et Billy Ingram. A une époque où les Américains se méfiaient de la viande hachée (depuis la parution de La Jungle d'Upton Sinclair en 1906), la chaîne a mis un accent particulier sur la propreté : l'intérieur des restaurants était en acier inoxydable et les employés portaient toujours des uniformes immaculés. Leur extérieur était blanc, en briques ou en panneaux de métal émaillé.

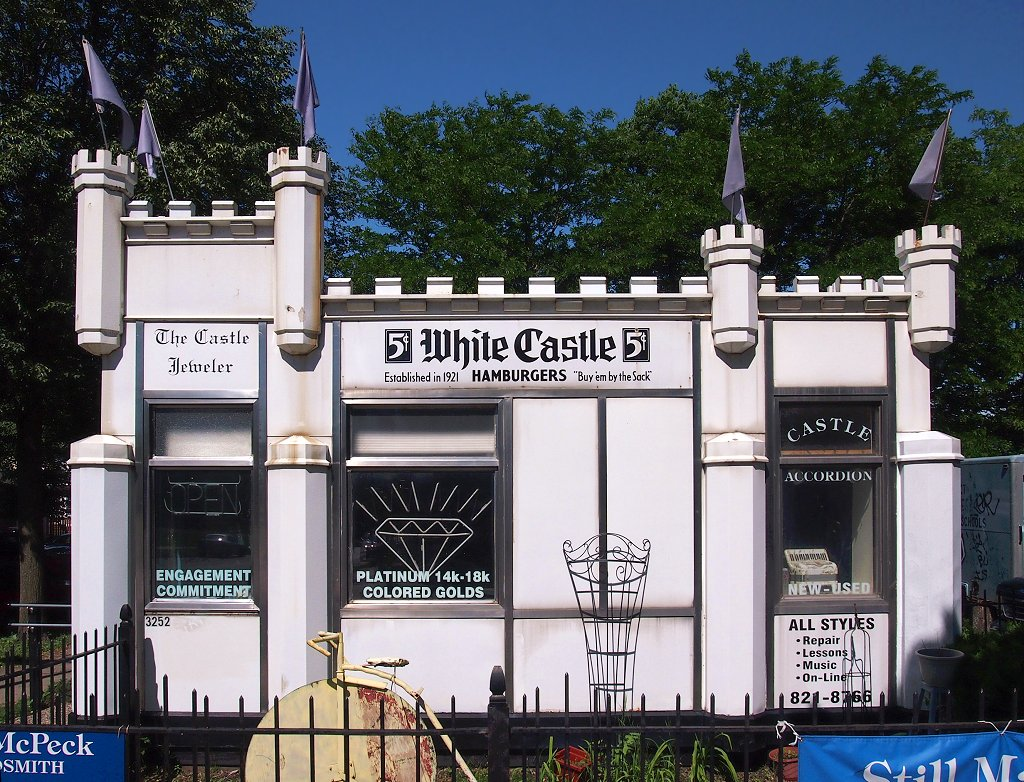
Ancien restaurant White Castle à Minneapolis, construit en 1936.
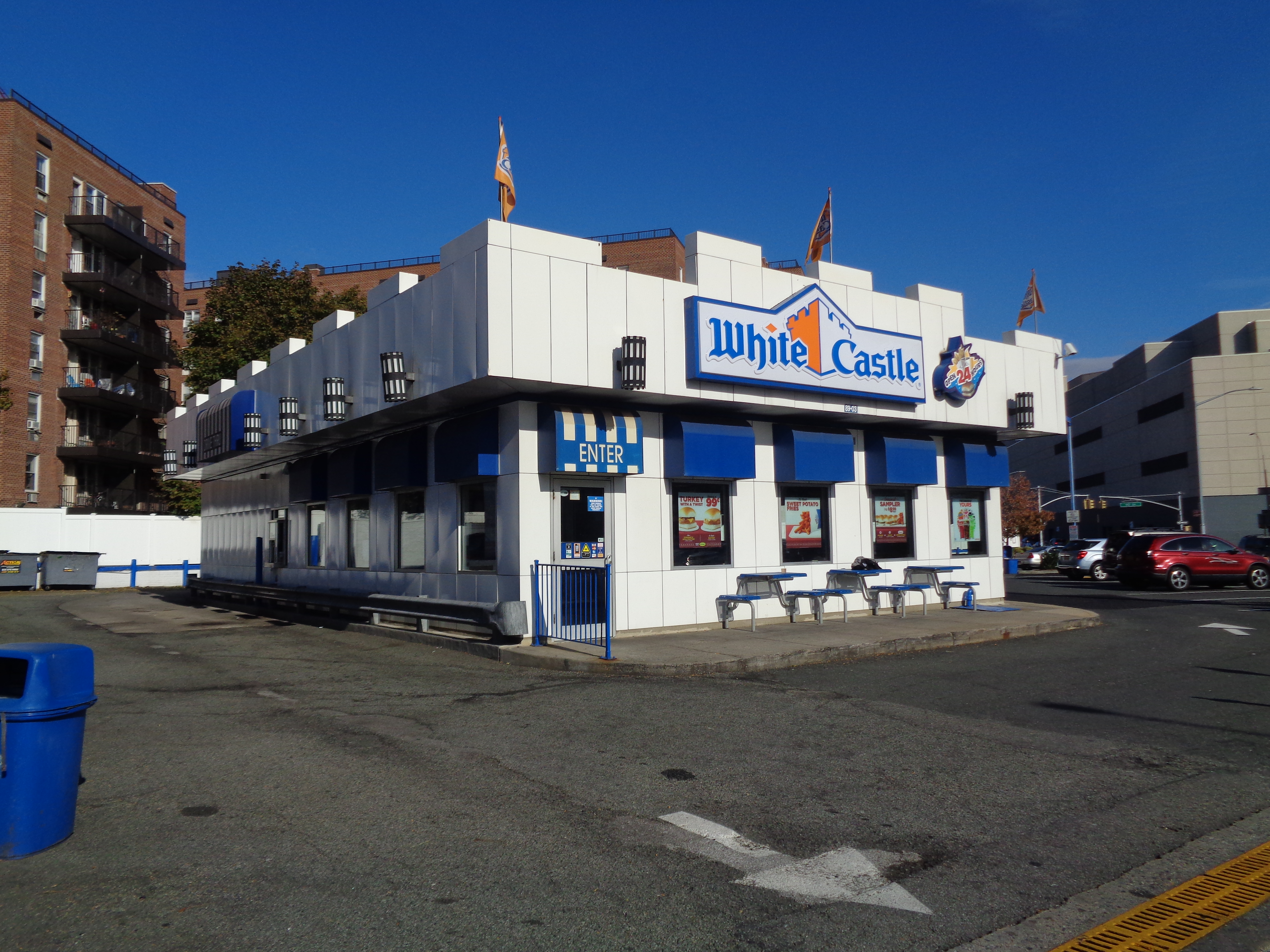
Restaurant White Castle moderne à New York, dans le quartier du Queens (2017).
Implantations de White Castle aux États-Unis en 2008 (en bleu et en mauve). Les implantations de Krystal (en) sont en rouge et en mauve.

Les fondateurs ont commencé avec seulement 700 dollars et la famille Ingram a toujours refusé la croissance du groupe par franchises ou grâce à l'endettement, et White Castle est demeurée relativement petite : elle ne comptait en 2018 que 377 restaurants aux États-Unis (contre environ 13 000 pour McDonald's), mais son chiffre d'affaires par restaurant est le second parmi les groupes de restauration rapide.

### Tentatives d'expansion
Dans les années 1980 et au début des années 1990, la chaîne a ouvert des restaurants en franchise à Singapour, en Malaisie et au Japon, mais sans succès. Ses tentatives au Mexique et en Corée du Sud ont aussi échoué,,. Son unique restaurant à Séoul a fermé en 1993.
En 2017, White Castle a ouvert deux restaurants en Chine, à Shanghai.

## Produits
White Castle est la première chaîne à avoir vendu des « sliders (en) », de petits hamburgers d'environ 5 cm de diamètre cuits à la vapeur, souvent servis maintenant comme entrées ou amuse-gueule. Le « slider » carré de White Castle a été nommé en 2014 par le magazine Time « le hamburger le plus influent de tous les temps ».

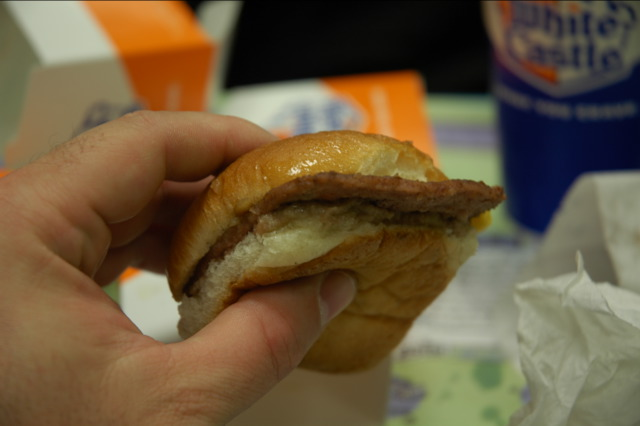
Un slider de White Castle.

Au printemps 2014, White Castle a lancé une gamme de sandwichs « belges » où le petit pain traditionnel est remplacé par deux gaufres,. Cette gamme est encore à leur menu en 2020.
En 2018, White Castle a commencé à vendre l'« Impossible Burger », le hamburger sans viande produit par Impossible Foods,,.

## Dans la culture
En 1977, White Castle apparaît dans le film La Fièvre du samedi soir de John Badham.
White Castle a un rôle primordial dans l'intrigue du film Harold et Kumar chassent le burger, réalisé par Danny Leiner en 2004.
La marque apparait également en 2012 dans l'épisode 6 de la saison 9 de la série Shameless, au cours d'un repas dans la maison des personnages principaux
La marque apparaît également dans l'épisode 5 de la série Marvel IronHeart.
Dans la sixième saison de la série télévisée Orange is the New Black (2018), on peut voir la détenue Susan en train de manger un White Castle.[réf. souhaitée]
White Castle a collaboré avec la marque streetwear new-yorkaise Supreme en 2015.[réf. souhaitée]
Les protagonistes de l’épisode 5 de la saison 1 de Ironheart (Disney) mangent dans un restaurant Whitecastle en 2025. On peut voir le logo à l’extérieur et l’intérieur ainsi qu’un menu.  